# Nemoria xaliria
Nemoria xaliria là một loài bướm đêm trong họ Geometridae.